# Formação Barreiras
A Formação Barreiras é uma formação geológica datada do Cenozoico composta por rochas sedimentares que compõem as falésias do litoral brasileiro, do norte do estado do Rio de Janeiro ao sul do Amapá.
A denominação "Barreiras" foi utilizada para designar os segmentos cenozoicos esculpidos, frequentemente sob a forma de falésias abruptas, que se configuram como autênticas barreiras tanto para quem queira adentrar o interior quanto para quem deseja acessar o Oceano Atlântico. Essa nomenclatura, aplicada a diversos setores do diversificado litoral brasileiro, firmou-se no meio científico com o passar do tempo e do uso.
Sua ampla distribuição espacial levanta várias questões ainda não resolvidas sobre sua gênese, estratigrafia e nomenclatura. Tais questões, identificadas em diferentes momentos da historiografia científica, são consideradas verdadeiras lacunas. Essas lacunas tornam-se especialmente evidentes ao revisar a trajetória dos estudos sobre a Formação Barreiras, que começaram em 1902. Mesmo após mais de um século de pesquisas, ainda não há respostas substanciais e abrangentes sobre a origem e o posicionamento estratigráfico dessa Formação. Assim, permanecem em aberto questões fundamentais que poderiam esclarecer como essa formação geológica se originou, evoluiu e se diversificou ao longo do tempo.

Devido ao fato de se localizar na região costeira do país, a Formação Barreiras foi a primeira unidade estratigráfica a ser documentada no Brasil através da carta de Pero Vaz de Caminha:  
“Traz ao longo do mar, em algumas partes, grandes barreiras, delas vermelhas e delas brancas, e a terra, por cima, toda chã e muito cheia de grandes arvoredos” (Caminha, 1500).
Pesquisas sobre o Barreiras ainda são poucas no âmbito nacional, o que dificulta a compreensão a respeito da sua origem e evolução. Tal situação se deve, em parte, ao fato de que essas formações geológicas se localizam na região costeira do Brasil, em áreas densamente ocupadas, sendo estas, em sua maioria, turísticas, o que complica os estudos devido à grande especulação imobiliária próxima à formação. Além disso, esta situação pode ser atribuída, em parte, ao acentuado intemperismo, à natureza descontínua, e à carência de informações paleontológicas. Porém, o reduzido interesse econômico destes depósitos tem sido o fator determinante do baixo volume de estudos sistemáticos que possibilitem o detalhamento sedimentológico e estratigráfico necessário à reconstituição dos eventos miocênicos no Brasil.

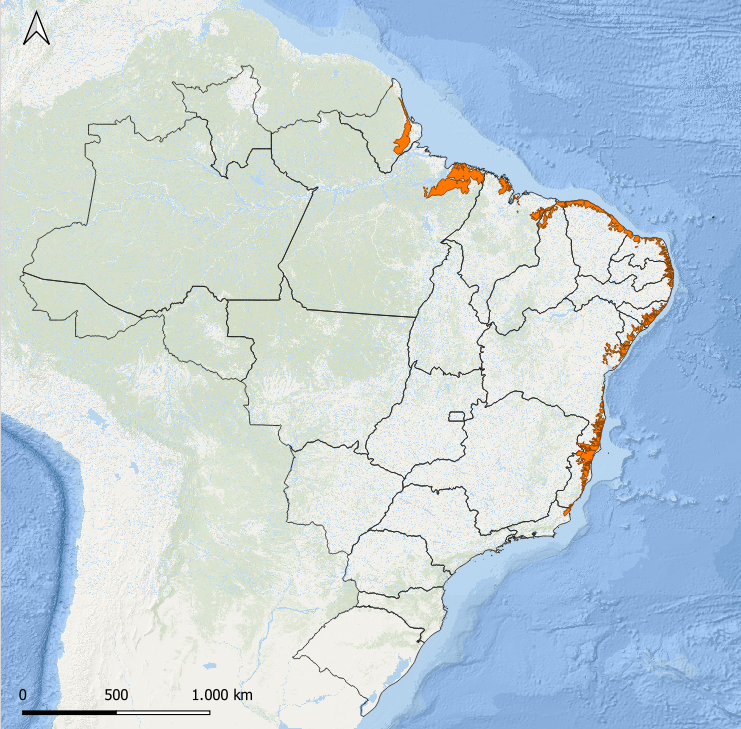
Mapa de distribuição geográfica da Formação Barreiras

Recentemente, esses sedimentos costeiros vêm sendo chamados como Grupo Barreiras, esse termo foi discutido e utilizado de formas distintas por diversos cientistas ao longo do tempo. Assim, o termo "Formação" foi o mais utilizado, que, por definição, é um corpo de rochas identificado pelas suas características líticas e sua posição estratigráfica. No entanto, o termo "Série" também foi empregado por alguns estudiosos, sendo definido como unidade cronoestratigráfica representativa de uma Época.

Em 1902, a Formação Barreiras começou a ser estudada por Branner, que mencionou o nome “Barreiras” pela primeira vez em suas descrições realizadas na cidade de Paratibe, em Pernambuco. A partir desse momento, houve discussões entre os cientistas sobre qual termo utilizar para denominar esses sedimentos costeiros.

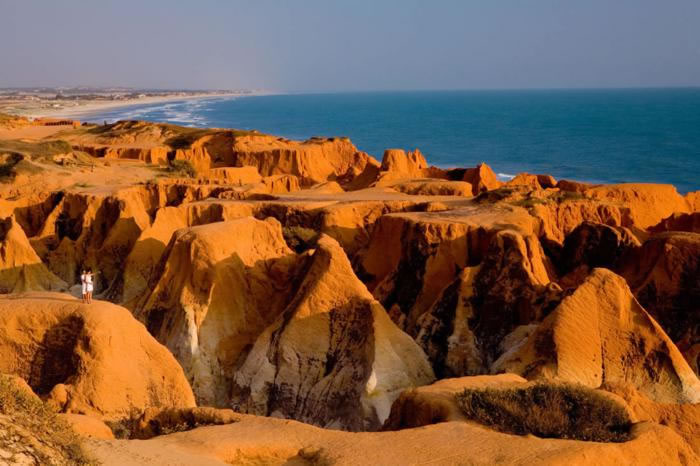
Monumento natural das falésias de Beberibe, em Morro Branco, Beberibe, Ceará

Assim, em 1928, Moraes denominou pela primeira vez os sedimentos costeiros como Formação Barreiras. Posteriormente, em 1930, foi chamada de Série Barreiras. Esse termo também foi usado por Oliveira e Leonardos em 1943, e em 1955, Andrade se referiu à Formação como Terciário Superior Indiviso.
O emprego do termo “Formação Barreiras” continuou sendo discutido. Essa discussão foi retomada em 1964 por Bigarella e Andrade, ao afirmarem que a utilização de Série não seria adequada, já que a geocronologia da sua sedimentação seria incerta, e nem tampouco “Formação” seria correto, uma vez que esses sedimentos são bastante heterogêneos. Assim, a “Série Barreiras” e a “Formação Barreiras” foram denominadas como “Grupo Barreiras”, no qual Grupo se refere a duas ou mais formações, não sendo necessário que essas sejam as mesmas durante sua área de ocorrência.
Após discussões sobre quais termos seriam utilizados, iniciaram-se debates a respeito da estratigrafia dos sedimentos. Considerando a unidade como um Grupo, Bigarella e Andrade (1964b) constataram duas formações principais: a Formação Guarapes e a Formação Riacho Morno, que seriam separadas por uma superfície erosiva. Posteriormente, Mabesoone, Campos & Silva e Beurlen subdividiram o Barreiras nas formações Serra dos Martins, Guararapes e Macaíba. Segundo os autores, essa proposta seria válida para os estados de Paraíba, Pernambuco e Rio Grande do Norte.
Tais discussões sobre o nome dessa formação geológica ocorreram de forma análoga à estratigrafia, sendo ratificadas e refutadas ao longo dos anos. Mais recentemente, depois dos anos 80, a utilização do termo “Grupo” começou a ser questionada, sendo retirado tal status por Moreira e Gatto em 1981. Um ano depois, Bossi et al. agruparam as formações Guarapes e Riacho Morno sob a denominação de Formação Guarapes, distinguindo-as como fácies Guarapes (fluvial), Riacho Morno (fluvial) e Forte Orange (litorânea), sobrepostas à Formação Macaíba por uma discordância.
Na década de 90, em 1993, Maia utilizou o termo Formação em seus estudos no Ceará, na presença de um conjunto de fácies de leques aluviais, recobertas por um sistema fluvial anastomosado. Nesse século, em 2001, Vilas-Boas et al. descreveram três tipos de sedimentos abrangendo as fácies, optando pela denominação Grupo Barreiras.
Há ainda hoje diversos questionamentos a respeito da estratigrafia e nomenclatura litoestratigráfica a ser utilizada para essa formação geológica costeira, o que pode ser mitigado através da verticalização de estudos da zona costeira brasileira. Embora a utilização de "Série Barreiras" esteja descartada, não há consenso entre o uso das denominações "Formação" ou "Grupo".
Segundo diversos autores, a deposição da Formação Barreiras foi altamente condicionada por processos tectônicos, dentre os quais se destacam episódios de soerguimentos epirogenéticos e/ou flexura continental, que afetam a plataforma sul-americana desde o Mioceno Médio, marcando o início da ação neotectônica no Brasil.
De acordo com Andrade & Lins (1963), os sedimentos da Formação Barreiras teriam sido depositados em uma bacia longa e estreita, paralela à linha da costa. Os autores descrevem um suave arqueamento crustal, o qual teria desencadeado uma ampla flexura que acompanha o litoral, propiciando a acomodação dos sedimentos. O fato de a Formação Barreiras ocupar grande parte da faixa litorânea do território brasileiro, é, provavelmente, um testemunho de eventos geológicos de escala continental, tal como a abertura do Oceano Atlântico Sul, tectonismo hidro e litoisostático e orogênese andina.
A tectônica rúptil neogênica afeta a Formação Barreiras ao longo da costa brasileira, sendo relatada em trabalhos que descrevem evidências de deformação tectônica afetando os depósitos desta unidade, considerada uma unidade estratigráfica ainda pouco conhecida.
Torquato, Torquato e Moraes (1997), em trabalho feito no litoral cearense, ressaltam o papel de eventos tectônicos no modelamento da Formação Barreiras na paisagem. No referido trabalho, observa-se perfeitamente estruturas do tipo graben que afetam a capa superficial dos sedimentos, a formação adjacente e o embasamento. As deformações rúpteis locais são do tipo “falha de crescimento”, visto que a espessura das litologias da Formação Barreiras aumentam exponencialmente na região afetada, o que indica que a falha estava ativa concomitantemente a deposição dos sedimentos.
Lima (2002), observou, em pesquisa realizada no litoral sul da Bahia, que nos baixos estruturais havia maior espessura do Barreiras, ratificando que falhas estavam ativas durante a deposição dos sedimentos. Além disso, segundo os autores, a reativação de falhas das rochas seria provocaria o aumento e mudança de gradiente da superfície recém formada, fazendo com que o padrão de drenagem fosse afetado e mudasse sua direção preferencial.
Hasui (1990) postula que os eventos neotectônicos que afetaram o Barreiras durante e após sua deposição são relacionados a eventos de reativação de planos de fraqueza previamente existentes. Tais porções de menor resistência têm sua origem atrelada ao fim do Arqueano e início do Proterozoico. Com isso, pode-se dizer que correspondem a um fenômeno de tectônica ressurgente, ou seja, representam uma herança estrutural das rochas que compõem o embasamento.
O arcabouço estrutural do Nordeste brasileiro é caracterizado por vários episódios de reativação de falhas, ocorrendo desde o período Plioceno. As feições morfoestruturais de gênese tectônica podem ser observadas ao longo da da faixa litorânea, onde o suporte estrutural é representado pela alternância entre o grabens e horsts. De acordo com Fortunato (2004), o neotectonismo atuou na fase deposicional e pós-deposicional da Formação Barreiras, através de pulsos epirogenéticos, falhamentos, fraturamentos e movimentação de blocos.
Evidências de tectonismo recente foram observadas por Silva & Tricart (1980) nos sedimentos da Formação Barreiras, na porção sul do litoral baiano. Uma das principais seria o basculamento suave para sudeste desse grupo, que, segundo esses autores, se prolonga por toda a plataforma continental. Coincidências entre a disposição das falésias e as falhas cretácicas foram observadas, mostrando relação entre alinhamentos mais antigos e a morfologia atual das escarpas litorâneas. Além disso, vários alinhamentos de vales e áreas deprimidas estão direcionados segundo as orientações de falhamentos do embasamento Pré-cambriano, podendo representar uma reativação recente dessas linhas de fraqueza.
Lima (2000) conclui que a movimentação da placa sul-americana para W/NW é o principal fator das ocorrências tectônicas no Brasil. Vale lembrar que o embasamento do território brasileiro possui intrincado sistema de lineamentos que, sob o esforço da tectônica global, pode sofrer deslocamentos diferenciais. Dessa forma, é possível haver rebaixamento em algumas regiões e soerguimento em outras. Toda a deposição da Formação Barreiras e o seu modelamento posterior representam o produto de eventos neotectônicos. Ao longo da faixa costeira brasileira, suas falésias expressam variações locais, a depender da proximidade ou não de zonas sismogênicas, do sistema de falhas e fraturas associadas, além da história da tectônica recente da região.
Diversos estudos de litofácies sedimentares já foram realizados ao longo dos anos e dos diferentes estados brasileiros ao longo da costa litorânea do país, como sintetizado nos “estudos pioneiros”. De maneira geral, o Barreiras é caracterizada por camadas lenticulares alternadas entre arenitos e pelitos (com conglomerados subordinados) de cores variadas, maciços, estratificados ou laminados, níveis conglomeráticos/cascalhosos e em contato geralmente erosional . Os sedimentos são finos a grossos, angulosos, pouco ou não consolidados, mal selecionados e com baixa maturidade textural e mineralógica. Concreções ferruginosas podem ser observadas em arenitos ferruginosos ou lateríticos.   
Pode sobrepor o embasamento cristalino pré-cambriano, depósitos siliciclásticos cretáceos ou aflorar interdigitada com calcários terciários. Sua espessura varia de acordo com a paleomorfologia do embasamento, chegando a até 212 m de acordo com dados de subsuperfície obtidos pela CERB (Companhia de Engenharia Hídrica e de Saneamento da Bahia) próximos a Porto Seguro.
Em função dos poucos estudos desenvolvidos sobre essa unidade, existem ainda muitas contradições em suas interpretações estratigráficas e sedimentológicas. Outro fator que deve-se ter em mente é a desconsideração, por diversos pesquisadores, das especificidades locais e regionais do Barreiras, tratando-o como uma unidade homogênea.

### Designação estratigráfica
O termo Série, adotado inicialmente, já foi descartado, uma vez o Barreiras que não representa a cronoestratigrafia de uma época geológica.
A designação dessa unidade como “Grupo Barreiras” busca abarcar sua heterogeneidade e diversidade de fácies, o que não é possível com a designação “Formação Barreiras”. Além disso, em vista da Discordância Tortoniana, discordância regional que separa o Barreiras ao menos em duas sequências, é indicada a adoção do termo “Grupo” com base nas recomendações da Comissão Internacional de Estratigrafia.
Considerando sua designação como Grupo, Suguio & Nogueira (1999) sintetizam as sugestões das unidades estratigráficas que poderiam compor o grupo: Formações Guararapes (inferior) e Riacho Morno (superior), por Bigarella & Andrade (1964b); Formações Macaíba, superposta à Formação Riacho Novo, e Potengi, por Campos & Silva (1965);  e Formação Serra do Martins, sugerido por Berulen (1964) que seu retrabalhamento fluvial originaria os sedimentos do Barreiras. Mabesoone et al. (1972) propõem que o que seria o Grupo Barreiras está subdividido, nos estados de Pernambuco, Paraíba e Rio Grande do Norte, nas Formações Serra do Martins, Gararapes e Riacho Morno, separadas entre si por discordâncias.
Por outro lado, Suguio & Nogueira (1999) salientam que, levando em consideração o baixo conhecimento estratigráfico e quase ausência de correlações comprovadas com outras áreas e unidades, é preferível a conceituar o Barreiras como uma “Formação”.
A síntese acerca dos conhecimentos estratigráficos do Barreiras pode ser lida em Moura-Fé (2015).

### Evolução sedimentar
A vertente mais difundida na literatura considera origem continental em sistemas fluviais entrelaçados e aluviais, por vezes assumindo ambiente deposicional continental a marinho raso. A ocorrência de pólen de rizoforáceas é um indício da sedimentação continental do Barreiras, com influência marinha desenvolvida apenas em sua porção mais distal. O modelo de evolução sedimentar dessa vertente varia de acordo com o local onde Barreiras é estudado, mas genericamente, corresponde a um leque deltaico com predomínio de processos gravitacionais em sua porção mais proximal, nas proximidades de áreas montanhosas; processos fluviais, com planícies e/ou canais arenosos em sua porção intermediária; e processos costeiros nas fácies distais, em ambiente misto de planícies de maré e/ou estuarinas.
A interpretação como depósito marinho a transicional, em ambiente litorâneo dominados por correntes de maré é sustentada pela regularidade na ocorrência da unidade, presença de fósseis marinhos e restos de vegetação costeira em seus estratos, tornando improvável a origem essencialmente continental defendida por outros autores. A inexistência de feições de processos marinhos pode ser atribuída, por exemplo, à localização atual desses estratos, submersos na plataforma continental, ou a processos de intemperismo que tenham obliterado estruturas sedimentares

### Possíveis correlações
A falta de dados geocronológicos confiáveis dificulta a delimitação da idade da unidade e de possíveis correlações. No sul do Brasil, o Barreiras aflora como Formação Alexandra (PR), camada Cachoeira (SC) e Formação Graxaim (RS) (Bigarella et al. 2007 apud Nunes et al. 2011).
Arai (2006) sugere que estudos palinológicos no Barreiras inferior indicam a interdigitação dessa sequência com os calcários terciários da Formação Pirabas no Norte do Brasil (Pará e Maranhão). A interdigitação com a Formação Maria Farinha nos estados de Pernambuco e Paraíba também é admitida.
Em contexto continental, a transgressão ocorrida no Mioceno não se limitou à área costeira do Brasil, mas teria inundado um terço do continente americano, bordejando a Cordilheira dos Andes, do norte da Argentina ao Peru, onde dividiram-se dois corredores: um para o Atlântico Caribenho e outro para onde hoje é a foz do rio Amazonas. Nesse cenário, teriam sido depositados extensos depósitos sedimentares associados a mares epicontinentais rasos, chamados por Arai (2006) de “Barreiras lato sensu”, com designações locais como Formações Pebas (Bacia Marañon, Peru), Ipururo (Bacia Huallaga, Peru) e Solimões (bacias de Solimões e Acre).

### Idade
A idade de deposição do Barreiras é motivo de controvérsia principalmente pela falta de fósseis e de dados geocronológicos seguros. O Barreiras foi inicialmente posicionado entre Oligoceno-Mioceno a Plioceno. No fim da década de 1980 e início da década de 1990, novas pesquisas atribuíram a base do Barreiras no Mioceno inferior a médio.
Considerando sua interdigitação com a Formação Pirabas, a idade do Barreiras seria ao menos do Mioceno superior. A partir de paleomagnetismo em sedimentos da unidade, Suguio et al. (1986) admitem idade pliocênica superior para o Barreiras no estado da Bahia, embora reforcem que existam idades mais antigas e mais jovens do que essa no Barreiras.
O trabalho de datação de intemperismo por meio dos métodos 40Ar/39Ar e (U-Th)/He em óxidos de manganês e óxidos/hidróxidos de ferro supergênicos, respectivamente, desenvolvido por Lima et al. (2008) com amostras do litoral do Ceará e do Rio Grande do Norte delimitou, para essas áreas, a idade mínima para a deposição do Barreiras em 17.8 ± 1.8 Ma, enquanto que a idade máxima de deposição seria 21.6 ± 2.2 Ma.

### Proveniência sedimentar
Análises U/Pb em zircões detríticos em seções nas cidades de Marataízes (ES) e Arraial D’Ajuda (BA) trouxeram novos dados sobre possíveis áreas de proveniências sedimentar. Os autores sugerem que a porção inferior do Barreiras possui proveniência que reflete a erosão de rochas plutônicas de idades ediacarana a ordoviciana do Orógeno Araçuaí. O Orógeno Ribeira também é interpretado como área fonte de zircões detríticos analisados pelo método U/Pb e coletados no Barreiras no norte do estado do Rio de Janeiro e no sul do Espírito Santo.
Ainda segundo os autores, o soerguimento tectônico experimentado pela margem continental passiva no leste do Brasil no Plioceno resultou em rejuvenescimento do relevo, expondo rochas pré-ediacaranas que forneceram zircões detríticos de idades riacianas e neoarqueanas ao sedimentos do Barreiras superior. Esses zircões seriam relativos a rochas de estágios orogênicos no Cráton do São Francisco e do embasamento do Orógeno Araçuaí (Riaciano), Suíte Borrachudos e Supergrupo Espinhaço (Stateriano e Mesoproterozoico) e ao Complexo Jequié (Arqueano).
Quanto à relação com a tectônica cenozóica, tendo em vista a idade miocênica atualmente aceita, a Formação Barreiras assume grande importância como balizador estratigráfico nos estudos da deformação neotectônica na margem continental brasileira. Diversos estudos que vêm sendo realizados na área de ocorrência da Formação Barreiras no Sudeste do Brasil (litoral norte do Rio de Janeiro e litoral do Espírito Santo), na porção emersa das Bacias de Campos e do Espírito Santo, destacam o controle neotectônico na distribuição descontínua dessa unidade.
A Formação Barreiras em áreas no nordeste brasileiro (Nogueira et al., 2006), sugere que a ocorrência mais descontínua dos tabuleiros costeiros no litoral sul do estado do Espírito Santo, em contraste com a maior continuidade na região a norte de Vitória (ES) e no norte fluminense, indica se tratar de um setor mais soerguido ou deformado por mecanismos neotectônicos.
Trabalhos sobre análise estrutural são raros, mas podem ser consultados, para maiores detalhes, o de West & Mello (2020), que aqui, seus aspectos gerais, serão descritos abaixo:

### Lineamentos
Na Formação Barreiras, predominam os lineamentos NW-SE e NNW-SSE com um predomínio de feições entre 1.000 e 2.000 metros. O padrão observado de distribuição de lineamentos é similar, de modo geral, ao descrito nos trabalhos realizados ao longo da região costeira do Espírito Santo por Ribeiro (2010), Bricalli (2011) e Bricalli & Mello (2013).

### Paleotensões
Dois dos três campos de paleotensões propostos por Ribeiro (2010), afetam a Formação Barreiras: i) falhas normais NE-SW afetando sedimentos da Formação Barreiras e coberturas mais recentes relacionadas ao evento holocênico de distensão NW-SE; ii) falhas normais NW-SE afetando sedimentos da Formação Barreiras e falhas transcorrentes sinistrais NNW-SSE a NNE-SSW e dextrais ENE-WSW, afetando sedimentos da Formação Barreiras associados a um campo de paleotensões distensivo NE-SW, compatível com o evento de transcorrência dextral E-W, de idade Pleistoceno-Holoceno.
A exploração de recursos minerais na Formação Barreiras está relacionada à extração de areias para utilização na construção civil. Seguindo essa premissa, as partes constituídas por areias grossas, médias e finas, além de cascalhos, são utilizadas para aterros e misturas com cimento para rebocos. Já os seixos e cascalhos são utilizados para artesanatos e moinhos de bola.
Além disso, há potencial hidrogeológico na região, embora isso varie conforme a área estudada, devido à grande extensão territorial. A Formação Barreiras é um aquífero sedimentar livre, com porções localmente confinadas. No litoral norte da Bahia, a presença de poços é comum, variando de 16 a 178 m de profundidade. A água da Formação Barreiras é amplamente utilizada na Bahia para uso doméstico, consumo humano e animal, e irrigação na agricultura. Esse uso é observado pela população do povoado de Nova Pastora, no município de Cardeal da Silva, na Bahia.
1. ↑  Chrismann, João Victor Veiga (fevereiro de 2014). «Mapeamento da Formação Barreiras na região norte fluminense,entre os rios Paraíba do sul e Itabapoana». Consultado em 4 de outubro de 2024
2. 1 2 3 4 5  Arai, Mitsuru (1 de outubro de 2006). «A grande elevação eustática do mioceno e sua influência na origem do grupo barreiras». Geologia USP. Série Científica (2): 1–6. ISSN 2316-9095. doi:10.5327/S1519-874X2006000300002. Consultado em 28 de maio de 2024
3. ↑  Brasil, Ministério da Cultura (1500). A carta de Pero Vaz de Caminha. [S.l.]: FBN
4. 1 2  Rossetti, Dilce de Fátima (1 de outubro de 2006). «Evolução sedimentar miocênica nos estados do Pará e Maranhão». Geologia USP. Série Científica (2): 7–18. ISSN 2316-9095. doi:10.5327/S1519-874X2006000300003. Consultado em 28 de maio de 2024
5. 1 2 3  «GLOSSÁRIO GEOLÓGICO ILUSTRADO». sigep.eco.br. Consultado em 28 de maio de 2024
6. ↑  Branner, J. C. (1902). Geology along the Pernambuco coast south of Recife. Boletim de Geologia da Sociedade Americana. Washington, 13: 58 – 92.
7. ↑  Da Câmara, Isaias Farias; Barros, Eduardo Lacerda; Da Silva, Rhaiane Rodrigues (31 de dezembro de 2021). «Caracterização Sedimentológica da Praia de Morro Branco, Litoral Leste Cearense: Uma Análise Espaço-temporal». Revista Brasileira de Geografia Física (7): 3788–3803. ISSN 1984-2295. doi:10.26848/rbgf.v14.7.p3788-3803. Consultado em 15 de outubro de 2024
8. ↑  Moraes, L. J. (1928) Estudos geológicos no Estado de Pernambuco. B. Ser. Geologia Mineral Brasileira. Rio de janeiro, n. 32.
9. ↑  Oliveira A.I.de, Leonardos O.H. 1943. Geologia do Brasil. Serviço de Informação Agrícola, Ministério da Agricultura. Rio de Janeiro. Serie didática 2. 813p.
10. ↑  SAADI, A. e TORQUATO, J. R. (1992). Contribuição à Neotectônica do Estado do Ceará. Revista de Geologia 5, 5-38.
11. 1 2 3  BIGARELLA, J. J., ANDRADE, G. 0. de. Considerações sobre a estratigrafia dos sedimentos cenozóicos em Pernambuco (Grupo Barreiras). Arquivos do Instituto de Ciências da Terra, Universidade de Recife, n.2, p.2-14,1964b.
12. 1 2  MABESOONE, J. M., CAMPOS E SILVA, A., BEURLEN, K. 1972. Estratigrafia e origem do Grupo Barreiras em Pernambuco, Paraíba e Rio Grande do Norte. Revista Brasileira de Geociências, v.2, p.173-88.
13. 1 2  CAMPOS, E., SILVA, A. 0 Grupo Barreiras na região de Natal. Instituto de Antropologia, Universidade Federal do Rio Grande do Norte, Geologia, n.l, 4p., 1965.
14. 1 2  BEURLEN, K. Introdução à estratigralïa geral e comparada. Recife: Expansão Gráfica, 1964. 440p.
15. ↑  Moreira, M.M.M.A.; Gatto, L.C.S. (1981). Geomorfologia. In: BRASIL, DNPM, Projeto RADAMBRASIL, Folha SA - 24 - Fortaleza, Volume 21: 23 – 112, Rio de Janeiro. 1981. Nascimento, D.A. et al. Geologia. In: BRASIL, DNPM, Projeto RADAMBRASIL, Folha SA - 24 - Fortaleza, Volume 21: 23 - 112, Rio de Janeiro.
16. 1 2  Vilas Bôas, Geraldo S.; Sampaio, Flávio J.; Pereira, Antonio M. S. (setembro de 2001). «The Barreiras Group in the Northeastern coast of the State of Bahia, Brazil: depositional mechanisms and processes». Anais da Academia Brasileira de Ciências (em inglês): 417–427. ISSN 0001-3765. doi:10.1590/S0001-37652001000300010. Consultado em 28 de maio de 2024
17. ↑  ANDRADE, G. O. de, LINS, R. C. Introdução à morfoclimatologia do Nordeste do Brasil. In: CONGRESSO BRASILEIRO DE GEOLOGIA, 18, 1963, Recife. Anais... Recife: Sociedade Brasileira de Geologia, 1963. p.14.
18. 1 2  Suguio, Kenitiro; Bidegain, Juan Carlos; Mörner, Nils-Axel (1986). «Dados preliminares sobre as idades paleomagnÉticas do Grupo Barreiras e da Formação São Paulo». Revista Brasileira de Geociências (2): 171–5. Consultado em 28 de maio de 2024
19. ↑  LIMA, Carlos César Uchôa de. EVIDÊNCIAS DA AÇÃO TECTÔNICA NOS SEDIMENTOS DA FORMAÇÃO BARREIRAS PRESENTES DO LITORAL DE SERGIPE E AO NORTE DA BAHIA. Revista de Geografia, [S. l.], v. 27, n. 1, p. 140–151, 2010. Disponível em: https://periodicos.ufpe.br/revistas/index.php/revistageografia/article/view/228851. Acesso em: 28 maio. 2024.
20. ↑  Rossetti, Dilce de Fátima; Rocca, Renê Rojas; Tatumi, Sonia Hatsue (30 de abril de 2013). «Evolução dos Sedimentos Pós-Barreiras na zona costeira da Bacia São Luís, Maranhão, Brasil». Boletim do Museu Paraense Emílio Goeldi - Ciências Naturais (1): 11–25. ISSN 2317-6237. doi:10.46357/bcnaturais.v8i1.578. Consultado em 28 de maio de 2024
21. ↑  Nogueira, Francisco Cézar Costa; Bezerra, Francisco Hilário Rego; Castro, David Lopes de (1 de outubro de 2006). «Deformação rúptil em depósitos da formação barreiras na porção leste da Bacia Potiguar». Geologia USP. Série Científica (2): 51–59. ISSN 2316-9095. doi:10.5327/S1519-874X2006000300007. Consultado em 28 de maio de 2024
22. ↑  Torquato, Joaquim Raul; Torquato, Ana Maria Pires; Moraes, Roberto Mendonça de (1 de dezembro de 1996). «O GRABEN DA FAZENDA RETIRO GRANDE E OUTROS ASPECTOS NEOTECTÔNICOS NA REGIÃO DA PRAIA DE REDONDA (CEARÁ)». Geonomos. ISSN 2446-6964. doi:10.18285/geonomos.v4i2.198. Consultado em 28 de maio de 2024
23. ↑  LIMA, C. C. U. de. Caracterização sedimentológica e aspectos do Grupo Barreiras no litoral sul do estado da Bahia. 141 f. 2002. Tese (Doutorado) - Instituto de Geociências, Universidade Federal da Bahia, Salvador.
24. 1 2  LIMA, C.C.U. 2000. O Neotectonismo na costa do Sudeste e do Nordeste brasileiro. Revista de Ciência & Tecnologia.UNIMEP, 15: 91-101.
25. ↑  Bezerra, Francisco H. R.; Amaro, Venerando E.; Vita-Finzi, Claudio; Saadi, Allaoua (1 de abril de 2001). «Pliocene-Quaternary fault control of sedimentation and coastal plain morphology in NE Brazil». Journal of South American Earth Sciences (1): 61–75. ISSN 0895-9811. doi:10.1016/S0895-9811(01)00009-8. Consultado em 28 de maio de 2024
26. ↑  SAADI, A. et al. Neotectônica da plataforma brasileira. In: QUATERNÁRIO no Brasil. Ribeirão Preto: Holos, 2005. p. 211-230.
27. ↑  FORTUNATO, F. F. Sistemas pedológicos nos Tabuleiros Costeiros do litoral norte do estado da Bahia: uma evolução controlada por duricrostas preexistentes, neotectônica e mudanças paleoclimáticas do Quaternário. 266. f. 2004. Tese (Doutorado) - Instituto de Geociências, Universidade Federal da Bahia, Salvador.
28. ↑  SILVA, T.C. & TRICART, J. Problemas do Quaternário do Litoral Sul da Bahia. SBG. Anais Cong. Bras. Geol., Camboriú, 1: pp. 603-606, 1980
29. 1 2  MINERAL, COMPANHIA BAIANA DE PESQUISA (2000). «Projeto Costa do Descobrimento». Consultado em 28 de maio de 2024
30. 1 2  MELLO, J.C. 1999. Estudos hidrogeológicos do Aquífero Barreiras uma contribuição para o desenvolvimento sustentado dos tabuleiros costeiros do estado da Bahia. Dissertação de Mestrado (Mestrado em Geologia) - Universidade Federal da Bahia, Salvador.
31. ↑  MOURA-FÉ.M.M. Caracterização Geral da Formação Barreiras na Região Metropolitana de Fortaleza (RMF), Ceará - Brasil. In: SIMPÓSIO NACIONAL DE GEOMORFOLOGIA, 7., 2008, Belo Horizonte, MG. Anais de Trabalhos Completos do VII Simpósio Nacional de Geomorfologia / 2° Encontro Latino-Americano de Geomorfologia, 2008.
32. 1 2 3  Suguio, Kenitiro; Nogueira, Afonso César Rodrigues (1999). «Revisão critica dos conhecimentos geológicos sobre a formação (ou Grupo?) Barreiras do neógeno e o seu possível significado como testemunho de alguns eventos geológicos mundiais». Geociências (2): 461–479. Consultado em 28 de maio de 2024
33. 1 2  «Grupo Barreiras: características, gênese e evidências de neotectonismo. - Portal Embrapa». www.embrapa.br. Consultado em 28 de maio de 2024
34. ↑  Moura-Fé, Marcelo Martins de (25 de fevereiro de 2015). «Barreiras: Série, Grupo ou Formação? (Barreiras: Serie, Group or Formation?)». Revista Brasileira de Geografia Física (6): 1055–1061. ISSN 1984-2295. doi:10.26848/rbgf.v7.6.p1055-1061. Consultado em 28 de maio de 2024
35. ↑  Salim, Jose; Souza, Carlos José de; Muniz, Geraldo da Costa Barros; Lima, Murilo Rodolfo de (1975). «Novos subsídios para elucidação do episódio "Barreiras" no Rio Grande do Norte». Atas. Consultado em 28 de maio de 2024
36. ↑  Webb, S. David (21 de julho de 1995). «Biological Implications of the Middle Miocene Amazon Seaway». Science (em inglês) (5222): 361–362. ISSN 0036-8075. doi:10.1126/science.269.5222.361. Consultado em 28 de maio de 2024
37. ↑  Räsänen, Matti E.; Linna, Ari M.; Santos, José C. R.; Negri, Francisco R. (1995). «Late Miocene Tidal Deposits in the Amazonian Foreland Basin». Science (5222): 386–390. ISSN 0036-8075. Consultado em 28 de maio de 2024
38. ↑  Lima, Maria da Guia; Vasconcelos, Paulo; Farley, Kenneth; Sá, Emanuel Ferraz Jardim de (2008). «Datação de intemperismo delimita a idade da Formação Barreiras, Nordeste do Brasil». Consultado em 28 de maio de 2024
39. 1 2  Santiago, Raíssa; Marin, Fernanda Boina; Caxito, Fabrício de Andrade; Neves, Mirna Aparecida; Gabrig Turbay Rangel, Caio Vinícius; Calegari, Salomão Silva; Lana, Cristiano (novembro de 2023). «Detrital zircon U–Pb analysis indicate a provenance shift on the Neogene Barreiras formation, atlantic coast of Brazil». Journal of South American Earth Sciences. 104626 páginas. ISSN 0895-9811. doi:10.1016/j.jsames.2023.104626. Consultado em 28 de maio de 2024
40. ↑  Dias, A. N. C.; Guadagnin, F.; Rangel, C. V. G. T.; Chemale, F.; Oliveira, T. R. P.; Moura, C. A.; Pereira, V. Q.; Alves, J. S. E. (1 de fevereiro de 2021). «Provenance of Neogene deposits of Barreiras Formation in the southeastern Brazilian continental margin». International Journal of Earth Sciences (em inglês) (1): 233–249. ISSN 1437-3262. doi:10.1007/s00531-020-01949-y. Consultado em 28 de maio de 2024
41. 1 2 3  West, Daniel Carvalho; Mello, Claudio Limeira (1 de janeiro de 2020). «DISTRIBUIÇÃO DA FORMAÇÃO BARREIRAS NA REGIÃO SUL DO ESPÍRITO SANTO E SUA RELAÇÃO COM A DEFORMAÇÃO NEOTECTÔNICA». Revista Brasileira de Geomorfologia (1). ISSN 2236-5664. doi:10.20502/rbg.v21i1.1667. Consultado em 28 de maio de 2024
42. ↑  Neumann, Virgínio Henrique de Miranda Lopes; Guerra, Núbia Chaves (2014). «Folha Cabedelo, SB.25-Y-A-VI». Consultado em 28 de maio de 2024
43. ↑  Bonfim, Luiz Fernando Costa; Lopes, Herminio Brasil Vilaverde (2 de outubro de 2001). «HIDROGEOLOGIA DA REGIÃO DOS MUNICÍPIOS DE PORTO SEGURO E SANTA CRUS CABRÁLIA, BAHIA». Águas Subterrâneas. ISSN 2179-9784. Consultado em 28 de maio de 2024
44. ↑  Neto, Aguiar; Costa, Amâncio (26 de julho de 2021). «Caracterização hidrogeológica do grupo Barreiras no extremo Norte do Litoral do estado da Bahia». Consultado em 28 de maio de 2024